# Polleidet
Polleidet (en kven : Taipale) est une localité du comté de Troms, en Norvège.

## Géographie
Administrativement, Polleidet fait partie de la kommune de Lyngen.